# 明石元紹
明石 元紹（あかし もとつぐ、1934年1月12日 - ）は、日本の実業家、文筆家。慶應義塾大学経済学部卒業。日産プリンス東京販売取締役、日産陸送常任監査役。学習院大学馬術部監督。金閣寺住職の有馬頼底らと共に上皇明仁の学友である。

## 人物
明石元長の子で、陸軍大将明石元二郎の孫にあたる。上皇とは学習院初等科以来の親友で、太平洋戦争時には一緒に日光に疎開した。高等科時代には馬術部のチームメートで、お互いにあだ名で呼びあうほどの仲であった。それらの経験から上皇との親交のエピソードを数々の書籍によって著してきた。
父・元長が国共内戦の古寧頭戦役における作戦指導で活躍した元陸軍中将根本博らの台湾密航計画を支援した縁から、2009年10月25日の古寧頭戦役60周年式典に招待された。

## 著作
- 『今上天皇つくらざる尊厳---級友が綴る明仁親王』講談社、2013年
- 『君は天皇をどうしたいのかね？』小田部雄次との共著、敬文舎、2017年
- 『天皇交代---平成皇室8つの秘話』講談社、2018年